# 紫荆街道
紫荆街道，是中华人民共和国辽宁省锦州市凌河区下辖的一个乡镇级行政单位。

## 行政区划
紫荆街道下辖以下地区：
胜河一社区、胜河二社区、五里社区、百股村和金屯村。